# Augusto Scappini
Augusto Scappini (fl. XX secolo) è stato un calciatore italiano, di ruolo difensore.
Era noto come Scappini II per distinguerlo dal fratello Luigi che militò insieme a lui sia nella Nazionale Liguria sia nel Genoa e noto come Scappini I.

## Carriera
Formatosi nella Nazionale Liguria, nel 1926 venne ingaggiato dal Genoa e potendo così esordire in Prima Divisione il 17 ottobre 1926 nella vittoria casalinga per 4-1 contro il Napoli.
Sempre nella stagione 1926-1927 gioca tre incontri di Coppa Italia.
La stagione seguente passa all'Acqui dove ottiene il terzo posto nel girone A della Seconda Divisione 1927-1928 e la promozione in Prima Divisione 1928-1929.
Dopo l'esperienza piemontese torna al Genoa, dove non trova spazio.
Lasciato il Grifone, nel 1930 passa all'Imperia, dove ottiene un decimo posto nella Prima Divisione 1930-1931, girone D.
Chiude la carriera al Rapallo Ruentes la stagione seguente ottenendo un terzo posto nel Girone C della Prima Divisione.